# ان‌جی‌سی ۷۷۱۴
ان‌جی‌سی ۷۷۱۴(به انگلیسی: NGC 7714) یک کهکشان مارپیچی است که در صورت فلکی ماهی قرار داشته و توسط جان هرشل در ۱۸ سپتامبر ۱۸۳۰ کشف شد.
ان‌جی‌سی ۷۷۱۴ و ان‌جی‌سی ۷۷۱۵ در حال جذب شدن به سمت یکدیگر هستند و این جفت گاهی به نام آرپ ۲۸۴ نیز شناخته می‌شود. ان‌جی‌سی ۷۷۱۴ یک کهکشان مارپیچی و احتمالاً یک کهکشان مارپیچی میله‌ای است. اما نوع ان‌جی‌سی ۷۷۱۵ شناخته شده نیست و گمان می‌رود که یک کهکشان نامنظم باشد.
ابرنواختر 1999dn در ۱۹ سپتامبر ۱۹۹۹ در این کهکشان مشاهده شد.